# HMS Dolphin (1751)
La HMS Dolphin è stata una fregata di sesta classe da 24 cannoni della Royal Navy. Varata nel 1751, fu utilizzata come nave da ricognizione dal 1764 ed è stata la prima nave a circumnavigare il mondo, dapprima, due volte, sotto i comandi di John Byron, e una volta con Samuel Wallis poi.  Rimase in servizio fino a quando fu ritirata dal servizio, nel settembre 1776, per essere poi distrutta all'inizio del 1777.

## Primo viaggio
Considerato il primo viaggio di carattere scientifico intrapreso dalla Royal Navy, il suo scopo principale era la scoperta di nuove terre nell'Oceano Atlantico meridionale. Fu durante questo viaggio che furono scoperte diverse isole dell'arcipelago delle Tuamotu. L'Oceano Pacifico cominciava ad essere aperto dalle navi da esplorazione europee e si era sviluppato l'interesse per questa rotta come alternativa per raggiungere le Indie orientali. Questo era incentivato anche dalle teorie scientifiche che suggerivano l'esistenza di una grande massa continentale fino ad allora sconosciuta (la Terra Australis Incognita), che doveva estendersi alle latitudini meridionali per "controbilanciare" le masse continentali dell'emisfero settentrionale. La missione fu affidata al 42enne veterano della navigazione John Byron, che tra giugno 1764 e maggio 1766 completò la circumnavigazione del globo.

## Secondo viaggio
Una seconda spedizione fu affidata a Samuel Wallis, il quale salpò nel 1766 in compagnia della HMS Swallow, al comando di Philip Carteret, che aveva prestato servizio durante la precedente circumnavigazione di Byron. Nell'agosto del 1766 le due navi attraversarono lo Stretto di Magellano. Nel dicembre 1766 i conflitti tra i due capitani portarono alla separazione delle navi. Dolphin raggiunse Tahiti nel giugno 1767. Samuel Wallis studiò i costumi dei polinesiani, raggiungendo le Indie orientali olandesi a Batavia, per far ritorno a Londra nel maggio 1768. Nel frattempo, Philip Carteret, sulla Swallow, esplorò e studiò le Isole Salomone, Nuova Irlanda (isola) (ora parte della Papua Nuova Guinea) e le isole dell'arcipelago indonesiano. La spedizione si fermò anche a Batavia, da giugno a settembre 1768, e tornò a Londra nel marzo 1769.